# Amblycerus leporinus
Amblycerus leporinus là một loài bọ cánh cứng trong họ Bruchidae. Loài này được Sharp miêu tả khoa học năm 1885.